# Rodrigo de Villa

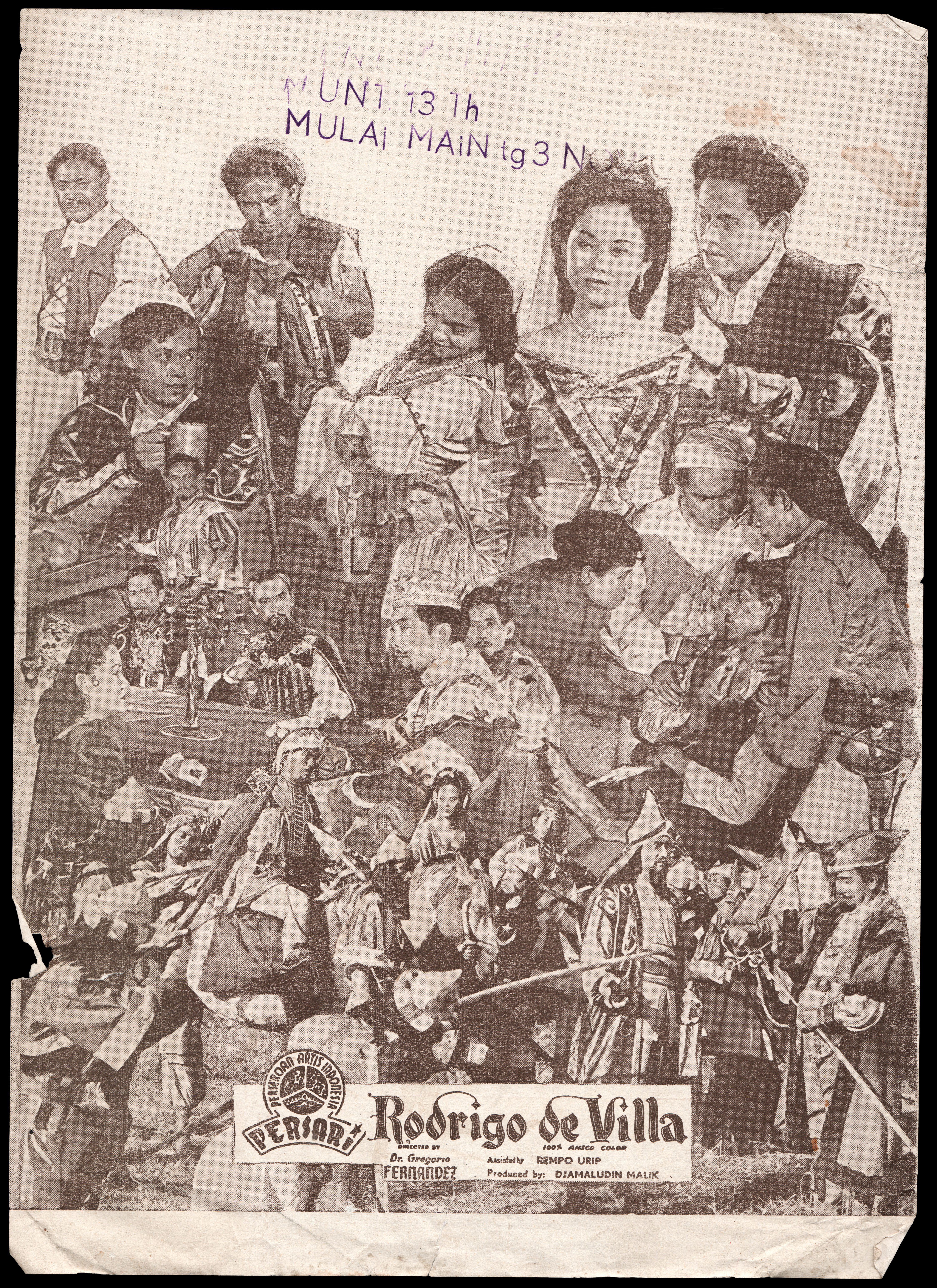
Annonce pour le film.

Rodrigo de Villa est un film indonésien et philippin réalisé par Rempo Urip et Gregorio Fernandez, sorti en 1952. C'est la première co-production internationale pour un film philippin, et c'est le premier film indonésien en couleurs.
Deux versions du film ont été réalisées avec des distributions différentes. La version philippine a été réalisée par Gregorio Fernandez et la version indonésienne par Rempo Urip.

## Fiche technique
- Réalisation : Rempo Urip et Gregorio Fernandez
- Scénario : Nemesio Caravana
- Producteur : Malik Djamaluddin
- Production : Persari, LVN Studio
- Pays de production :  Indonésie,  Philippines[2]
- Distributeur : 20th Century Fox
- Date de sortie : 3 novembre 1952

## Distribution
- Rd Mochtar (ID) / Mario Montenegro[3] (PH) : Rodrigo de Villa
- Netty Herawaty (ID) / Delia Razon[3] (PH) : Jimena
- Rendra Karno : Don Juan
- Darussalam : Don Pedro
- Soekarsih : Queen Isabella
- Nana Mayo : Selima
- Astaman : King Alfonso
- Awaludin : King Lozano
- Djuriah Karno
- A. Hadi : King Leynes
- R.H. Andjar Subyanto : Duke Montero
- Pete Elfonso
- Dhira Soehoed
- Mimi Mariani